# Révolte des Gallois
Batailles
La révolte des Gallois, aussi appelée soulèvement d'Owain Glyndŵr ou dernière guerre d'indépendance, est un soulèvement des Gallois dirigés par Owain Glyndŵr contre l'Angleterre, qui a eu lieu entre 1400 et 1415. Il s'agit de la dernière manifestation d'un mouvement indépendantiste gallois avant l'incorporation du pays de Galles au sein du royaume d'Angleterre, effectif après le vote des Laws in Wales Acts en 1535 et 1542.

## Contexte

### La chute de Richard II
Dans les dernières décennies du XIVe siècle, Richard II d'Angleterre avait mis au point un plan audacieux pour consolider son emprise sur le royaume et briser le pouvoir des grands barons qui menaçaient constamment son autorité. Une part de ce plan consistait dans le déplacement de la base territoriale de son autorité depuis Londres et le sud-est de l'Angleterre vers une nouvelle principauté qui serait centrée sur le comté de Cheshire. Richard II accroît ainsi son pouvoir dans le pays de Galles proche. Le pays est alors divisé en un patchwork de fiefs semi-indépendants, de diocèses, comtés et territoires sous administration royale directe. Richard II élimine ses rivaux et confisque leurs terres, soit à son profit, soit au profit de ses favoris. Il permet ainsi à toute une classe de Gallois de s'élever en leur confiant les postes qu'il crée dans ces nouveaux fiefs. Pour ces personnes, les dernières années du règne de Richard II sont donc pleines d'opportunités. À l'opposé, pour les barons anglais, ceci constitue une nouvelle preuve du fait que Richard échappe à leur contrôle.

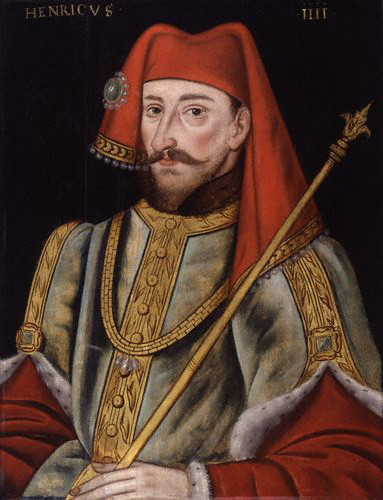
Henri IV d'Angleterre.

En juin 1399, Henri Bolingbroke, héritier du duché de Lancastre, rentre d'exil pour réclamer ses terres. Il lève une armée et marche à la rencontre de Richard II. Le roi se hâte de rentrer d'Irlande pour reprendre la situation en main. Il rencontre Bolingbroke au château de Conwy, au pays de Galles, pour discuter de la restitution des terres de Lancastre. L'entrevue s'achève par l'arrestation, la déposition et l'emprisonnement de Richard, d'abord à Chester puis au château de Pontefract, dans le Yorkshire. Le Parlement reconnaît Bolingbroke roi le 30 septembre 1399 sous le nom d'Henri IV. Richard, emprisonné au château de Pontefract, meurt dans de mystérieuses circonstances en février 1400, peu après l'échec d'un soulèvement organisé par des barons anglais contre le nouveau roi. À cette époque, au pays de Galles, de nombreuses personnes comme Owain Glyndŵr se voient demander pour la première fois vers qui va leur loyauté. Les Gallois étaient traditionnellement des soutiens du roi Richard, qui avait succédé à son père, le Prince Noir, comme prince de Galles en 1376. Avec la déposition de Richard, les possibilités d'avancement qui leur avaient été offertes se voient soudainement considérablement réduites, ce qui amène de nombreux Gallois à s'interroger sur leur futur.  
Pendant quelque temps, les soutiens du roi déchu se tiennent à distance. Le 10 janvier 1400, une première agitation grave éclate dans la ville de Chester, près de la frontière anglaise. Elle fait suite à l'exécution publique de Piers Legh, capitaine des archers de Richard II, qui a été arrêté déguisé en moine. L'agitation se répand alors le long de la frontière.

### La querelle entre Owain Glyndŵr et Reginald Grey
La révolte part d'une simple querelle entre Owain Glyndŵr et son voisin anglais. Les tenants successifs du titre de baron Grey de Ruthyn de Dyffryn Clwyd étaient des propriétaires terriens anglais ayant la réputation d'être anti-gallois. Owain Glyndŵr était en conflit avec eux depuis longtemps au sujet de terres. En 1399, il en appelle au Parlement pour résoudre le conflit et obtient gain de cause. Après la destitution de Richard II, Reginald Grey, 3e baron Grey de Ruthyn, use de son influence et de son amitié auprès du nouveau roi pour obtenir une révision de cette décision. Owain fait appel mais son recours est rejeté sans le moindre examen. Grey parvient également à dissimuler la convocation royale enjoignant Owain à rejoindre la campagne du roi contre l’Écosse en août 1400. En tant que vassal du roi anglais, Owain est dans l'obligation de fournir des troupes, comme il l'a fait dans le passé. En ne répondant pas à l'ordre royal, il se rend donc coupable de trahison. Il s'ensuit que le roi Henri IV déclare Owain traître et ordonne la confiscation de ses terres. Le roi confie au baron Grey le soin de s'occuper d'Owain. Le baron use expressément de la force et ne laisse d'autre choix à Owain que de s'enfuir (ce qui tend à confirmer l'accusation de trahison) et d'entrer en rébellion ouverte.

## La révolte des Gallois
Bataille importante 
  Château épargné par les Gallois 
  Château assiégé sans succès par les Gallois 
  Château peut-être mis à sac par les Gallois 
  Château pris ou mis à sac par les Gallois (dates de contrôle) 
  Campagne galloise de 1400 
  Campagne galloise de 1403 
  Campagne franco-galloise de 1405 
  Itinéraires possibles de la fin de la campagne franco-galloise de 1405

Le 16 septembre 1400, Owain passe à l'action et est proclamé prince de Galles par un petit groupe de partisans comprenant son fils aîné Gruffudd, son beau-frère et le doyen de la cathédrale de St Asaph. Ceci constitue déjà un acte révolutionnaire en soi. Les hommes d'Owain se répandent rapidement à travers le nord-est du pays de Galles. Le 19 septembre, le château de Ruthin, une place forte de la famille Grey, est attaqué et pratiquement détruit. Denbigh, Rhuddlan, Flint, Hawarden et Holt subissent le même sort en peu de temps. Le 22 septembre, la ville d'Oswestry est très sévèrement endommagée par les raids d'Owain. Le 24 septembre, les rebelles font route vers le sud, vers le château de Powis, et pillent Welshpool. Dans le même temps, les frères Tudor lancent une guérilla contre les Anglais depuis leur île d'Anglesey. Les Tudor sont une importante famille d'Anglesey qui était intimement liée avec Richard II. Gwilym et Rhys ap Tudur avaient été capitaines des archers gallois au cours des campagnes menées par Richard en Irlande en 1394-1395 et en 1399. Ils s'empressent donc de faire allégeance à Owain Glyndŵr, qui est aussi leur cousin. 
Le roi Henri IV, en chemin vers le nord pour envahir l'Écosse, fait faire demi-tour à son armée et, le 26 septembre, il se trouve à Shrewsbury, prêt à envahir le pays de Galles. Au cours d'une campagne éclair, Henri IV mène son armée à travers le nord du pays de Galles, mais il est assailli sans répit à la fois par les mauvaises conditions météorologiques et la guérilla galloise. Le 15 octobre, il regagne donc Shrewsbury sans avoir obtenu beaucoup de résultats.

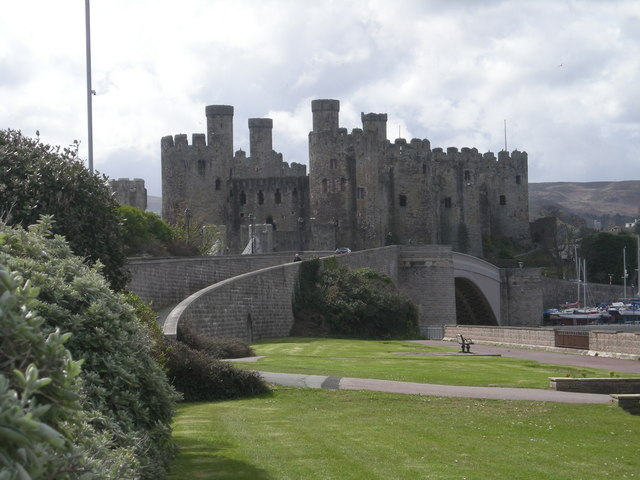
L'imposant château de Conwy, pris par les frères Tudor.

En 1401, la révolte commence à s'étendre. Tout le nord et le centre du pays de Galles passe sous le contrôle d'Owain. On rapporte plusieurs attaques de villes, châteaux et manoirs anglais partout dans le nord. Même dans le sud, dans la région de Brecon et le Gwent, des rapports indiquent que des bandits et des hors-la-loi agissent en bandes et se présentent comme les Plant Owain - les enfants d'Owain. Le roi Henri IV demande à Henry Percy - le célèbre « Hotspur », guerrier de renom et fils du puissant comte de Northumberland - de ramener l'ordre dans le pays. En mars, Hotspur décrète une amnistie qui vaut pour tous les rebelles sauf pour Owain et ses cousins Tudor. L'essentiel du pays est grandement soulagé et accepte de payer les impôts et taxes ordinaires, mais les Tudor savent qu'ils ont, eux, besoin d'une monnaie d'échange s'ils veulent faire lever la menace qui pèse sur eux. Ils décident alors de s'emparer du château de Conwy, une grande forteresse bâtie par Édouard Ier après sa conquête du pays de Galles en 1282. Bien que n'étant défendu que par  une garnison d'environ soixante-quinze hommes, le château de Conwy était bien pourvu en denrées et pouvait être secouru depuis la mer. De plus, les Tudor n'avaient qu'une quarantaine d'hommes à leur disposition et devaient donc élaborer un plan audacieux. Le jour du Vendredi Saint, le 1er avril 1401, tous les hommes de la garnison du château sauf cinq se trouvent à l'église, en ville, lorsqu'un charpentier se présente à la porte du château « pour accomplir son travail habituel » (selon les chroniques d'Adam d'Usk). Une fois à l'intérieur de l'enceinte, le charpentier gallois attaque les deux gardes et ouvre la porte pour permettre aux autres rebelles d'entrer. Bien que Hotspur arrive de Denbigh avec plus de 400 hommes, il sait que prendre la forteresse serait une tâche ardue et fastidieuse. Il négocie donc avec les rebelles et accorde finalement son pardon aux Tudor.  

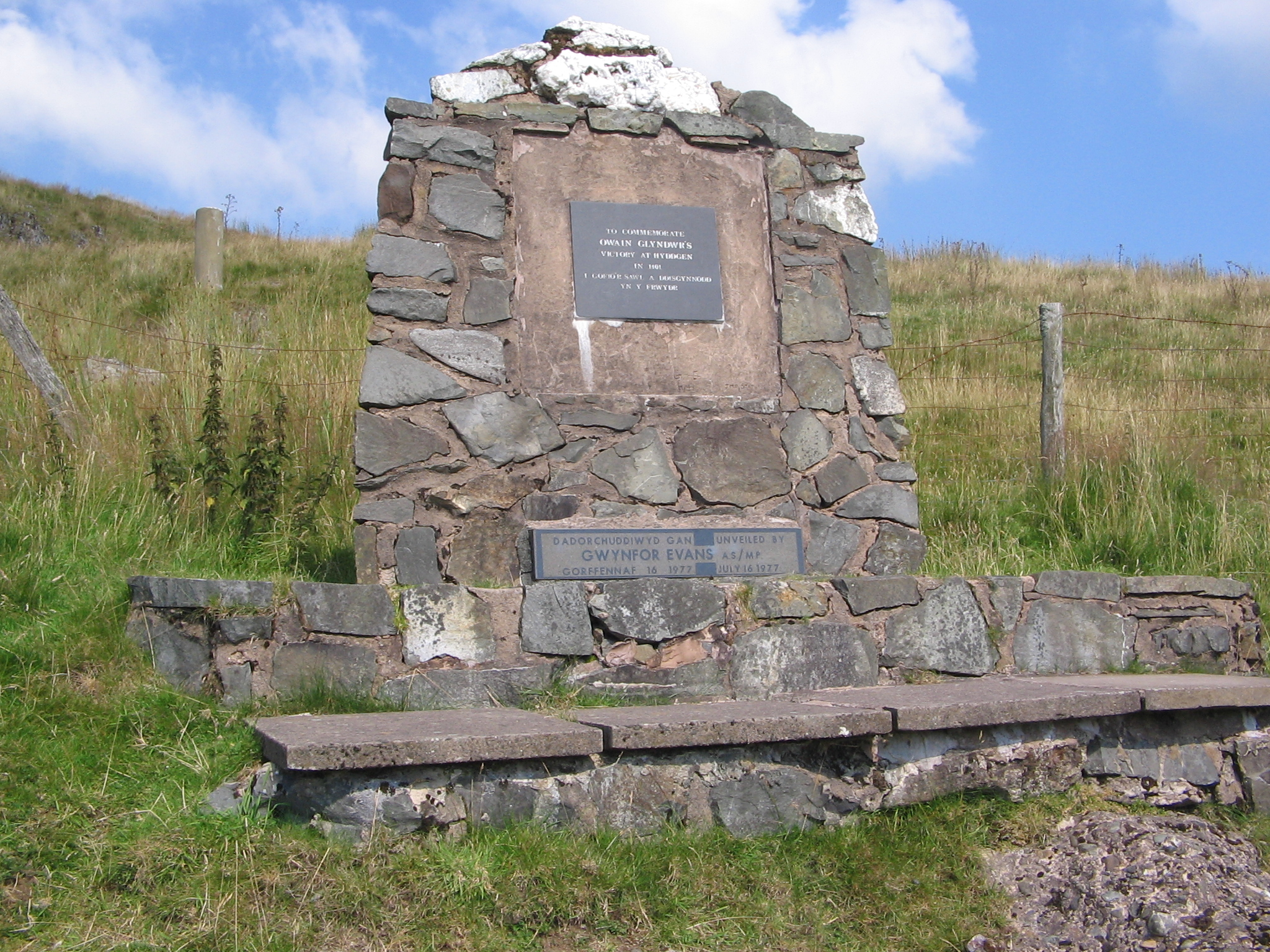
Plaque commémorative de la bataille de Mynydd Hyddgen.

À la même période, au milieu du mois de juin, Owain enregistre sa première grande victoire militaire à la bataille de Mynydd Hyddgen, près du Pumlumon. Owain et son armée d'environ 400 hommes stationnent au fond de la vallée d'Hyddgen lorsque 1 500 colons anglais et flamands du Pembrokeshire (connu comme la « petite Angleterre » au-delà du pays de Galles) chargent vers eux. Owain rassemble son armée et contre-attaque, tuant 200 hommes et faisant le reste prisonnier. La situation est alors suffisamment sérieuse pour que Henri IV commande une nouvelle expédition punitive. Cette fois, il attaque au centre du pays de Galles. Parties de Shrewsbury et de Hereford, les forces d'Henri marchent à travers le Powys en direction de l'abbaye de Strata Florida. L'établissement cistercien est connu pour son soutien à Owain, et Henri entend à la fois rappeler les moines à leur devoir et empêcher que la révolte ne s'étende au sud. Après avoir supporté le mauvais temps et les attaques incessantes des hommes d'Owain, les Anglais atteignent l'abbaye et Henri n'a aucune intention de faire preuve de clémence. Après avoir passé deux jours en beuverie, l'armée anglaise détruit en partie l'abbaye et exécute les moines soupçonnés d'être loyaux envers Owain. Henri ne parvient cependant pas à atteindre le gros des forces rebelles. Il doit subir une guérilla : les hommes d'Owain harcèlent les Anglais, font des raids éclairs destinés à couper le ravitaillement anglais mais refusent le combat à découvert. L'armée anglaise est ainsi obligée de faire retraite dans des conditions terribles : elle manque d'être emportée par des inondations et le roi lui-même échappe de justesse à la mort lorsque sa tente est emportée pendant son sommeil. Une nouvelle fois, les Anglais regagnent Hereford sans avoir obtenu de résultats concluants. L'année 1401 s'achève sur la bataille indécise de Tuthill, pendant qu'Owain assiège le château de Caernarfon.   
Henri IV comprend que si la révolte persiste, elle va nécessairement attirer l'attention d'anciens soutiens du roi Richard II. Il s'inquiète de l'emploi qui peut être fait du mécontentement qui agite le Cheshire et est de plus en plus alarmé par les nouvelles venues du nord du pays de Galles. Hotspur se plaint de ne pas recevoir un soutien suffisant de la part du roi et pointe le fait que la politique de répression poursuivie par Henri ne fait qu'encourager la révolte. Il affirme que la négociation et le compromis pourraient amener Owain à faire cesser sa rébellion. En réalité, il est possible que Hotspur soit entré en contact avec Owain et d'autres meneurs de la révolte dès 1401 afin de négocier secrètement avec eux et de parvenir à un accord. Le noyau dur des soutiens aux Lancastre ne veut cependant pas en entendre parler. Ils répliquent au contraire en promulguant des lois anti-galloises destinées à établir une suprématie anglaise au pays de Galles. Ces lois réglementent des pratiques qui ont eu cours au pays de Galles et dans les marches depuis longtemps mais ont aussi un caractère vexatoire : les Gallois ont interdiction d'acheter des terres en Angleterre, ils ne peuvent détenir de charge publique au pays de Galles, ont interdiction de porter des armes, ne peuvent détenir aucun château ni défendre aucune habitation, excluent les enfants gallois de toute éducation et tout apprentissage, dénient aux Gallois le droit de poursuivre un Anglais en justice, pénalisent sévèrement tout Gallois qui épouserait une Anglaise, privent de droit de vote tout Anglais qui épouserait une Galloise et interdisent toute assemblée de Gallois. Ces lois montrent clairement à tous ceux qui hésitaient que les Anglais nourrissent la même suspicion à l'égard de tous les Gallois. De nombreux Gallois qui essayaient de faire carrière au service des Anglais se trouvent à présent poussés dans les bras des rebelles.    
En janvier ou février 1402, lors d'une embuscade tendue à Ruthin, Owain fait prisonnier son ennemi, Reginald Grey, baron de Ruthyn. Il le garde prisonnier pendant une année, jusqu'à ce qu'il reçoive le versement d'une importante rançon de la part d'Henri IV. Le remboursement de cette dette envers le roi conduit d'ailleurs la famille de Grey à la ruine. En juin 1402, les forces d'Owain vont à la rencontre d'une armée conduite par Edmond Mortimer, l'oncle du comte de March, à Bryn Glas, au centre du pays de Galles. L'armée de Mortimer subit une sévère défaite et Mortimer est fait prisonnier. Il est dit que les femmes galloises qui suivaient l'armée d'Owain en auraient profité pour tuer les soldats anglais blessés et mutiler les corps des morts pour se venger des pillages et viols commis par les Anglais l'année précédente. Owain propose de relâcher Mortimer contre le versement d'une grosse rançon mais, en opposition avec la ligne suivie lors de la capture de Grey, Henri IV refuse de payer. La raison de ce refus serait que Mortimer aurait des droits plus légitimes que lui au trône anglais et donc que sa libération ne serait pas du tout affaire pressée. Edmond Mortimer négocie alors une alliance avec Owain et épouse une de ses filles, Catrin.    
C'est également en 1402 qu'apparaissent les premières mentions d'une aide reçue par Owain de la part des Français et des Bretons. Les Français espèrent sans doute se servir du pays de Galles comme ils se sont servis de l'Écosse comme d'une base depuis laquelle combattre les Anglais. Des corsaires français commencent à attaquer des navires anglais dans la mer d'Irlande et à acheminer des armes aux Gallois.

### L'extension de la révolte

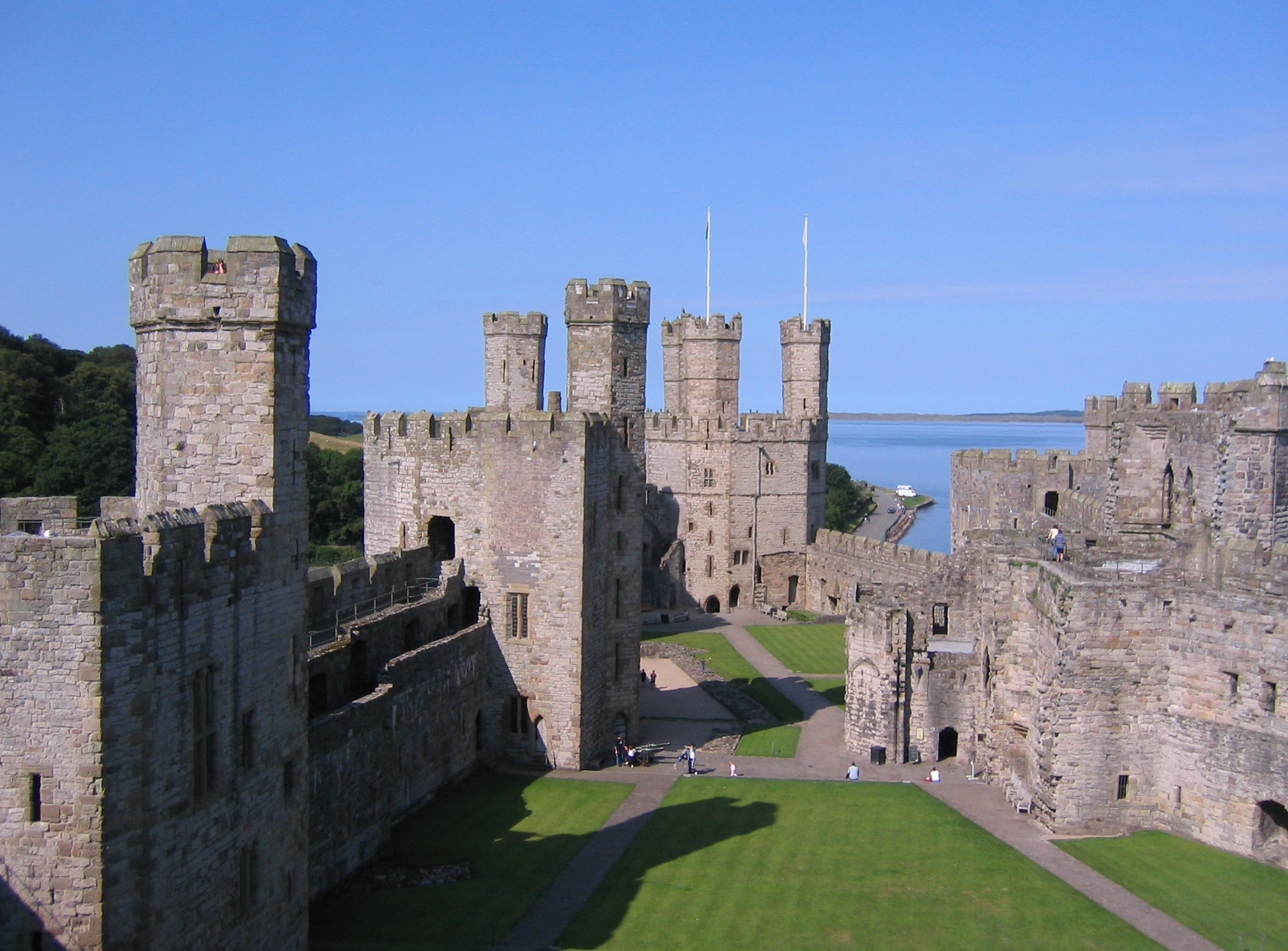
Le château de Caernarfon, assiégé par Glyndŵr en 1403.

À partir de 1403, la révolte devient véritablement nationale et touche tout le pays de Galles. Owain passe à l'offensive à l'ouest et au sud. Suivant le même plan de campagne que Llywelyn le Grand à l'ouest, Owain descend la vallée de la Tywy. Sur son passage, les villages se soulèvent et se rallient à lui. Les manoirs et châteaux anglais sont pris ou bien se rendent. Enfin, Carmarthen, une des plus importantes bases de la puissance anglaise à l'ouest du pays, tombe et est occupée par les troupes d'Owain. Les rebelles se tournent ensuite vers le sud-est et attaquent le Glamorgan et le Gwent. Owain inflige une cuisante défaite aux Anglais près de Cowbridge. Le château d'Abergavenny est attaqué et la cité fortifiée est incendiée. Owain poursuit en descendant la vallée de la rivière Usk vers la côte, brûlant Usk et prenant les châteaux de Cardiff et de Newport au passage. Des officiers royaux rapportent que des étudiants gallois de l'université d'Oxford et des paysans et artisans gallois installés en Angleterre abandonnent leurs études et travaux pour regagner le pays de Galles et se joindre aux rebelles. Owain peut aussi compter sur les anciens mercenaires ayant pris part aux campagnes anglaises en France et en Écosse. Des centaines d'archers gallois et d'hommes d'infanterie d'expérience quittent aussi l'armée anglaise pour rejoindre la rébellion.   
Au nord du pays de Galles, des soutiens d'Owain lancent une nouvelle attaque sur le château de Caernarfon (avec un soutien français, cette fois) et parviennent presque à s'en emparer. Henri de Monmouth (le fils aîné d'Henri IV) attaque et brûle les résidences d'Owain à Glyndyfrdwy et Sycharth. Hotspur passe en juillet 1403 du côté d'Owain, lève l'étendard de la révolte dans le Cheshire, un bastion de soutien à Richard II, et conteste les droits des Lancastre au trône. Henri IV et Henri de Monmouth prennent la direction du nord à la rencontre de Hotspur. Le 21 juillet, le roi et son fils arrivent à Shrewsbury juste avant Hotspur, ce qui oblige l'armée rebelle à camper hors de la ville. Le roi force son adversaire à s'engager dans une bataille avant que le comte de Northumberland ait lui aussi eu le temps de gagner Shrewsbury et que toutes les forces rebelles soient assemblées. La bataille dure un jour entier. Monmouth est sévèrement blessé par un tir de flèche mais continue néanmoins à se battre aux côtés de ses hommes. Lorsqu'ils prennent connaissance de la mort de Hotspur, l'ardeur des rebelles s'effondre et leur armée est vaincue. Plus de 300 chevaliers sont tués et 20 000 hommes sont morts ou blessés au cours de ce combat.  

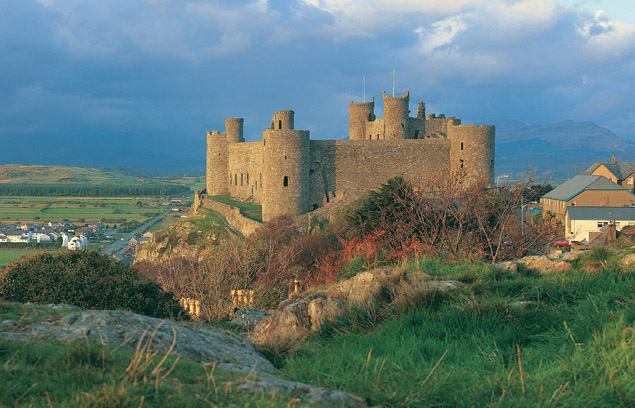
Le château de Harlech, où Owain tient sa cour en 1404.

En 1404, Owain s'empare des importantes places fortes de Harlech et d'Aberystwyth, à l'ouest du pays de Galles. Désireux de prouver le sérieux de son caractère souverain, il tient une cour à Harlech et nomme le sournois et brillant Gruffydd Young comme chancelier. Peu après, il convoque son premier Parlement (ou plus exactement un Cynulliad) du pays de Galles à Machynlleth. C'est là qu'il est couronné prince de Galles et qu'il annonce son programme pour le pays. Il fait part de sa vision d'un État gallois indépendant avec un Parlement et une Église galloise autonome. Il annonce la future création de deux universités nationales (une au nord et une au sud) et le retour aux lois antiques de Hywel Dda. D'éminents ecclésiastiques et d'importants notables se rangent sous sa bannière. La résistance anglaise se réduit désormais à quelques châteaux, villes fortifiées et manoirs isolés.

### L'Endenture tripartite et l'intervention française

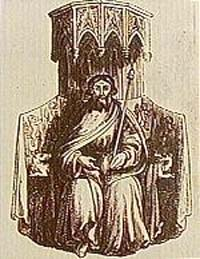
Owain Glyndŵr, couronné prince de Galles en 1404.

Owain fait montre de son nouveau statut en négociant en février 1405 l'Endenture tripartite avec Edmond Mortimer et le comte de Northumberland. L'Endenture tripartite s'accorde sur la division de l'Angleterre et du pays de Galles entre les trois hommes. Le pays de Galles se verrait être étendu jusqu'aux rivières Severn et Mersey, en incluant la majeure partie du Cheshire, du Shropshire et du Herefordshire. Les comtes de March de la famille Mortimer recevraient tout le sud et l'ouest de l'Angleterre et Northumberland recevrait le nord de l'Angleterre. La plupart des historiens ont considéré l'Endenture comme une chimère. Cependant, il convient de rappeler que les choses se présentent plutôt bien pour Owain, en 1404. Les autorités locales anglaises du Shropshire, du Herefordshire et du Montgomeryshire ont abandonné toute résistance active et concluent des accords avec les rebelles. La rumeur court que les anciens alliés de Richard II envoient de l'argent et des armes aux Gallois et que les cisterciens et franciscains transportaient secrètement des fonds pour soutenir la rébellion. De plus, la révolte menée par les Percy se porte encore bien, même après la défaite subie par l'archevêque Scrope (un allié de leurs alliés), en mai. En réalité, la révolte des Percy ne prendra fin qu'en 1408, lorsque le shérif du Yorkshire Thomas de Rokeby battra les armées de Northumberland à Bramham Moor. Par conséquent, loin de s'adonner aux chimères, Owain tire parti de la situation politique pour obtenir la meilleure part qui soit. 
Les choses s'améliorent aussi sur le plan international. Bien que les négociations engagées avec les Écossais et les barons d'Irlande n'aboutissent pas, Owain a des raisons d'espérer que les Français et les Bretons feront un accueil plus favorable à ses propositions. Il dépêche son chancelier Gruffydd Young et son beau-frère John Hanmer en France pour négocier un traité avec les Français. Il obtient la signature d'un traité officiel par lequel les Français s'engagent à aider Owain et les Gallois. Un des effets immédiats du traité est le siège du château de Kidwelly par les forces conjointes des Gallois, des Français et des Bretons. Les Gallois peuvent en effet compter sur le soutien semi-officiel des États celtes indépendants de Bretagne et d'Écosse. Des corsaires bretons, écossais et français opèrent en mer autour du pays de Galles durant toute la durée de la révolte. Ainsi, dès 1401, des navires écossais font des raids sur les établissements anglais de la péninsule de Llŷn. En 1403, une escadre bretonne inflige une défaite aux Anglais dans la Manche et dévaste Jersey, Guernesey et Plymouth, tandis que les Français débarquent sur l'île de Wight. En 1404, avec des troupes galloises à leur bord, ils effectuent des raids sur les côtes anglaises, incendient Dartmouth et dévastent les côtes du Devon.  
1405 est connue comme « l'Année des Français » au pays de Galles. Sur le continent, les Français font pression sur les Anglais en envoyant une armée envahir l'Aquitaine anglaise et, dans le même temps, Français et Bretons débarquent en nombre à Milford Haven, à l'ouest du pays de Galles. Plus de 2 800 chevaliers et des soldats d'infanterie avaient quitté Brest en juillet, sous le commandement de Jean de Rieux, un seigneur breton et maréchal de France. Malheureusement, ils n'avaient pas fait suffisamment de provision d'eau et nombre de chevaux de guerre étaient morts. De plus, ils n'apportent pas d'équipement de siège moderne. Rejoints par les forces d'Owain, ils se mettent en marche vers l'est et prennent la ville d'Haverfordwest mais échouent à s'emparer du château. Ils reprennent ensuite Carmarthen et assiègent Tenby. Ce qui se passe ensuite relève du mystère. Les forces françaises, galloises et bretonnes traversent le sud du pays de Galles (selon les traditions locales) et envahissent l'Angleterre. Elles passent à travers l'Herefordshire et se dirigent vers le Worcestershire. Elles rencontrent les forces anglaises à l'ouest de Great Witley, à seulement 15 km de Worcester. L'armée de Henri IV se déploie sur la colline d'Abberley, faisant face au sud aux armées d'Owain, qui font face au fort de Woodbury Hill, un ouvrage défensif datant de l'Âge de Fer (et connu depuis sous le nom de « colline d'Owain »). Chaque jour, les armées se mettent en position de combat et se font face toute la journée, à un kilomètre de distance, mais aucune action n'a lieu pendant huit jours. Aucun camp ne prend l'initiative de l'attaque. Après huit jours, pour des raisons assez opaques, les deux camps font retraite. La stratégie d'Henri est de prolonger l'attente afin d'affaiblir et d'intimider l'armée galloise. À court de ravitaillement, les Gallois et leurs alliés doivent finalement rentrer de nuit au pays de Galles.  
D'autres troupes françaises arrivent au cours de l'année mais l'acmé de l'engagement français est passé. La principale explication donnée au retrait des deux camps et à leur retour dans leurs pays est la suivante : les forces anglaises, bien approvisionnées et se trouvant sur leur territoire, étaient capables d'assiéger leurs adversaires en les encerclant, les empêchant ainsi de recevoir un ravitaillement en eau et nourriture. Lentement mais sûrement, cette situation a affaibli la résolution des forces galloises à poursuivre la lutte si loin en territoire ennemi.

### L'effondrement de la révolte

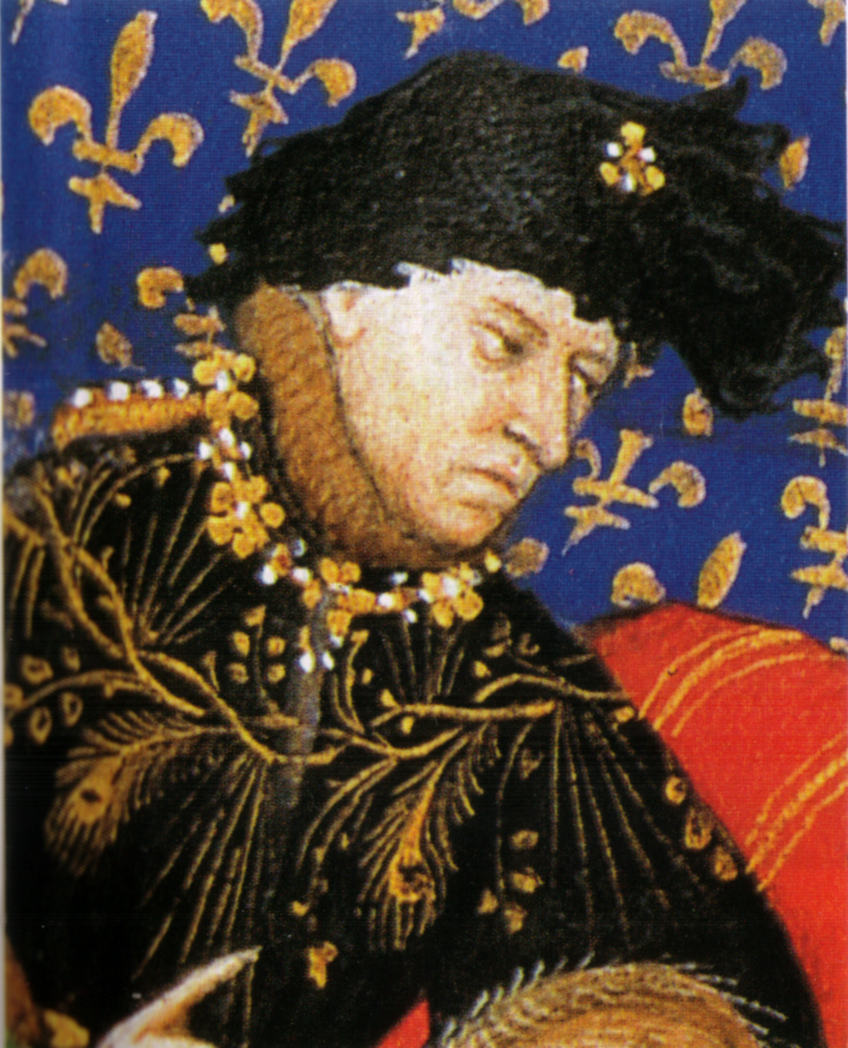
Charles VI le Fol cesse de soutenir Glyndŵr en 1406.

En 1406, l'essentiel des forces françaises sont parties, après que les intrigues politiques à Paris ont tourné en faveur du parti de la paix. La lettre qu'Owain envoie au roi de France depuis Pennal et dans laquelle il promet à Charles VI et au pape d'Avignon Benoît XIII que l'Église de Galles fera allégeance à Avignon et non plus à Rome, ne change rien. L'heure était passée.
D'autres signes montrent que la révolte connaît des difficultés. En mai 1405, les troupes d'Owain se voient infliger des défaites lors des batailles de Grosmont et de Pwll Melyn. Bien qu'il soit difficile de savoir exactement ce qui s'est passé au cours de ces deux affrontements, il semble que Henri de Monmouth et John Talbot aient défait d'importantes troupes galloises conduites par Rhys Gethin et le fils aîné d'Owain, Gruffudd. La date exacte et l'ordre dans lequel ces batailles se sont déroulées est sujet à controverse. Cependant, il est probable que le résultat en ait été la mort de Rhys Gethin à Grosmont, celle du frère d'Owain, Tudur, à Pwll Melyn et la capture de Gruffudd. Ce dernier est envoyé à la Tour de Londres et meurt en prison en 1412. Henri IV fait également savoir clairement que les Anglais sont désormais engagés dans une guerre sans merci. Adam d'Usk rapporte qu'après la bataille de Pwll Melyn, le roi Henri ordonne que 300 prisonniers soient décapités devant le château d'Usk. John ap Hywel, abbé du monastère cistercien de Llantarnam, tout proche, est tué durant la bataille alors qu'il portait assistance aux mourants et aux blessés des deux camps. Plus dangereux encore pour la rébellion, des forces anglaises venues d'Irlande débarquent à Anglesey. Au cours de l'année, elles font pression sur les forces galloises de l'île jusqu'à ce que celles-ci se rendent à la fin de 1406. 

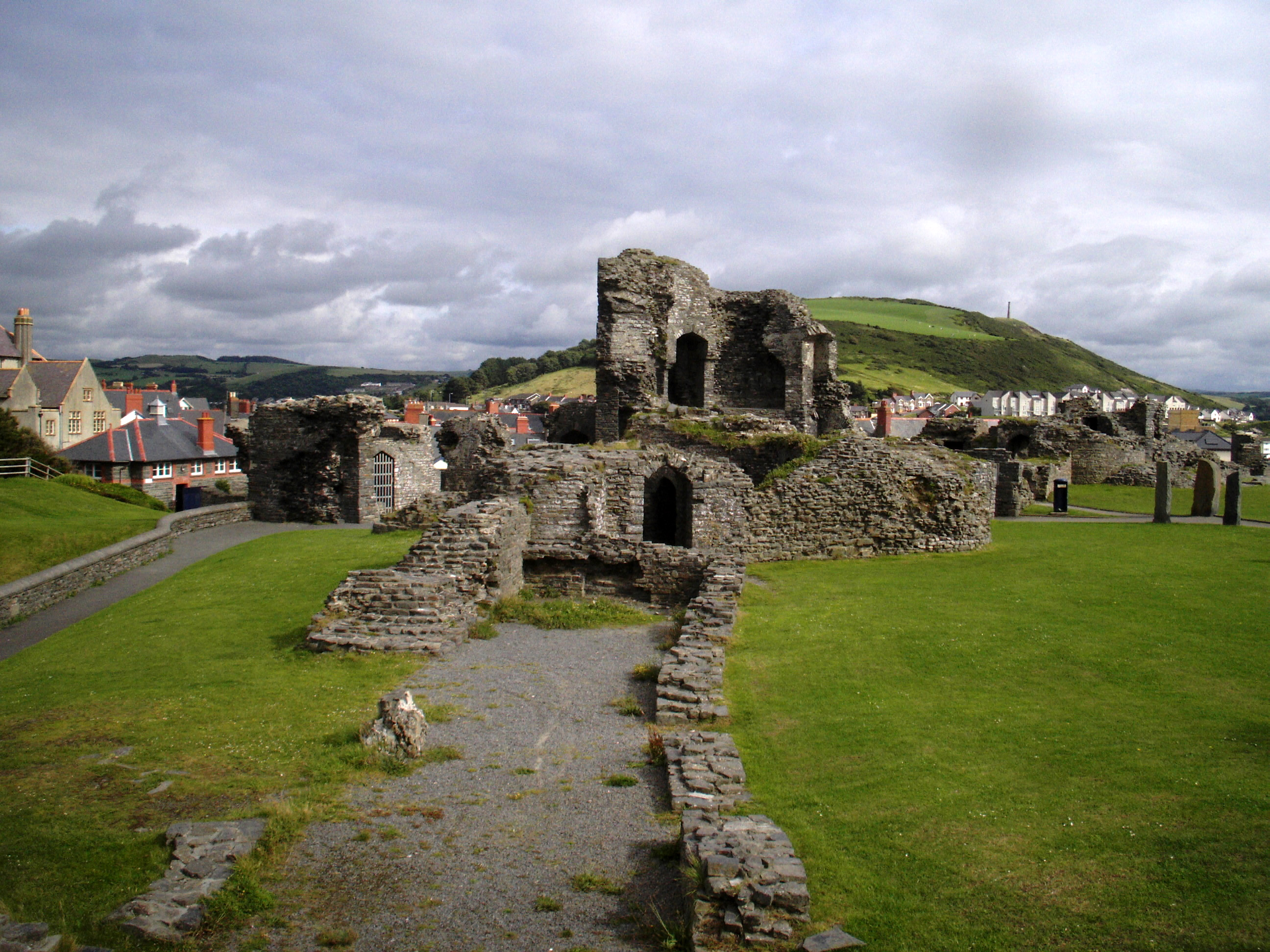
Les ruines du château d'Aberystwyth, repris en 1408 par les Anglais.

À la même période, les Anglais changent de stratégie. Au lieu de se concentrer sur l'organisation d'expéditions punitives comme le faisait son père, le jeune Henri de Monmouth adopte une stratégie de blocus économique. En utilisant les châteaux restés sous contrôle anglais, il reprend progressivement le pays de Galles en interrompant le trafic commercial et l'approvisionnement en armes. En 1407, cette stratégie commence à porter ses fruits. En mars, 1 000 hommes venus du Flintshire se présentent devant le Chief Justiciar du comté et consentent à payer une amende pour avoir soutenu Glyndŵr. Petit à petit, le même scénario se répète partout dans le pays. En juillet, le comte d'Arundel, qui contrôle le nord-est autour d'Oswestry et de Clun, se soumet. Un par un, les barons commencent à se rendre. Au milieu de l'été, le château d'Owain, à Aberystwyth, est assiégé et doit se rendre à l'automne. Des messagers sont envoyés porter des appels à l'aide désespérés en France mais aucune réponse ne vient. Gruffydd Young est dépêché en Écosse pour tenter de coordonner les actions des deux pays mais aucun résultat n'est obtenu. En 1409, c'est le tour du château de Harlech d'être assiégé puis pris. Au cours de l'opération, Edmond Mortimer est tué et, à l'issue du combat, la femme d'Owain, Margaret Hanmer, ainsi que deux de ses filles (dont Catrin) et trois des filles de Mortimer sont faites prisonnières et enfermées dans la Tour de Londres. Elles y meurent toutes avant 1415.
Owain est toujours libre mais il n'est désormais plus qu'un chef de guérilla traqué. La révolte continue d'agoniser. En 1410, Owain apprête ses soutiens pour un dernier raid dans le Shropshire. Nombre de ses plus fidèles capitaines sont présents. Quel qu'ait été le plan initial, le raid tourne mal et beaucoup de figures-clés de la rébellion sont capturées. Rhys Ddu (« Rhys le Noir ») de Cardigan, un des plus fidèles capitaines d'Owain, est lui aussi envoyé à la Tour de Londres et y est exécuté avant que ses membres ne soient exposés en différents endroits de Londres. Philip Scudamore et Rhys ap Tudur sont également décapités et leurs têtes sont exposées à Shrewsbury et Chester pour décourager toute nouvelle tentative de révolte.   
En 1412, Owain capture Dafydd Gam, un des plus grands soutiens gallois d'Henri IV, au cours d'une embuscade à Brecon et exige une rançon. Ceci constitue le dernier véritable éclat de la rébellion. C'est la dernière fois qu'Owain est vu vivant par ses ennemis. En 1414, on entend des rumeurs prétendants que le meneur lollard du Herefordshire, John Oldcastle, est en communication avec Owain et des renforts sont envoyés dans les principaux châteaux gallois. À cette époque, les bandits et hors-la-loi qui avaient rejoints la rébellion sont encore en activité dans la région de Snowdonia.   

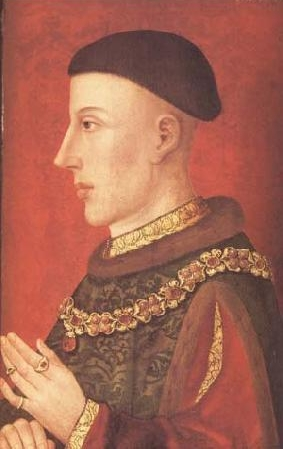
Henri V est bien plus enclin à la clémence envers les Gallois que son père.

Cependant, les choses sont en train d'évoluer. Henri IV meurt en 1413 et son fils Monmouth monte sur le trône sous le nom d'Henri V. Ce dernier adopte une attitude beaucoup plus conciliatrice à l'égard des Gallois. Des pardons royaux sont offerts aux principaux meneurs de la rébellion et aux autres adversaires du régime de son père. Dans un geste symbolique et pieux, le corps du roi Richard II est transféré à l'abbaye de Westminster pour y être enterré. En juillet 1415, alors qu'il prépare une expédition en France, Henri V offre son pardon à Owain. Il y a des preuves du fait que le roi est alors en pourparlers avec le fils d'Owain, Maredudd, mais ces négociations ne débouchent sur rien. En 1416, Maredudd lui aussi se voit offrir un pardon royal, mais il le refuse. Peut-être son père était-il alors toujours vivant et ne voulait-il pas accepter de pardon tant qu'il vivait. Il finit par consentir à être pardonné en 1421, ce qui tend à laisser penser qu'Owain est alors mort. Quelques éléments, notamment dans les poèmes du barde gallois Llawdden, laissent penser que quelques hommes acharnés continuent à se battre après 1421 sous la conduite du gendre d'Owain, Phylib ap Rhys.
Les Annales d'Owain Glyndŵr (Panton MS. 22) s'achèvent en l'année 1422. La dernière information concernant Owain est alors la suivante :
« 1415 – Owain devint fugitif le jour de la Saint Mathieu à Harvest [c'est-à-dire le 21 septembre], et par la suite son refuge devint inconnu. Beaucoup disent qu'il est mort ; les voyants soutiennent le contraire. »

## Les conséquences de la révolte
En 1415, le contrôle anglais est pleinement rétabli sur le pays de Galles. Les chefs rebelles sont morts, emprisonnés ou ruinés du fait des énormes amendes qu'ils ont dû payer. Peu de paroisses ou de familles du pays de Galles, anglaises ou galloises, n'ont pas été touchées par la rébellion, d'une manière ou d'une autre. Le pays de Galles, qui était déjà une région pauvre, se trouve encore appauvri du fait des pillages, du blocus économique et des amendes. Des comptes rendus de voyageurs parlent de châteaux ou d'abbayes en ruine. Ils rapportent que de l'herbe a poussé sur la place du marché de plusieurs villes (telles que Oswestry) tant le commerce a été interrompu au pays de Galles. La terre, auparavant riche, est laissée à l'abandon du fait de l'absence de fermiers pour la travailler. Encore en 1492, un officier royal du Glamorgan invoque les dégâts causés par la rébellion comme explication de son impossibilité à fournir les revenus exigés par le roi. 
De nombreuses familles importantes sortent ruinées. En 1411, John Hanmer invoque la pauvreté comme raison pour expliquer pourquoi il ne peut pas payer les amendes qui sont exigées de lui. Les Tudors ne peuvent plus tenir un rang comparable à celui qu'ils avaient à la fin du XIVe siècle à Anglesey et dans le nord-ouest du pays. La famille semble finie jusqu'à ce que Owain ap Mareddud ap Tudur décide d'aller s'établir à Londres. Certains seigneurs se rendent et font la paix avec le nouveau régime. Ainsi, le redoutable Henry Dwnn, qui avait mis le siège au château de Kidwelly avec les Français et les Bretons en 1403 et 1404, fait la paix et accepte de verser une amende. Il se débrouille néanmoins pour ne pas verser un penny et, durant plusieurs années, il accueille des rebelles en fuite et fait payer des amendes à plus de 200 personnes qui ne l'ont pas soutenu plus tôt. Il complote même contre la vie du représentant du roi tandis que son petit-fils participe à la bataille d'Azincourt. D'autres seigneurs ne parviennent cependant pas à s'adapter. Un nombre inconnu de soutiens d'Owain partent en exil. Henry Gwyn (« Henri le Blanc »), héritier de la seigneurie de Llansteffan, quitte le pays de Galles à jamais et meurt au service de Charles VI alors qu'il combat contre ses anciens compatriotes à Azincourt. Gruffydd Young part lui aussi en exil. Il est à Paris en 1415 et, plus tard, est évêque de Ross, en Écosse, puis de Hippone, en Afrique du Nord en 1432.
Une série de lois anti-galloises est mise en place, afin d'empêcher toute nouvelle rébellion. Ces lois restent en place jusqu'à la fin de la guerre des Deux-Roses et l'avènement d'Henri VII d'Angleterre : aussi connu sous le nom d'Henri Tudor, il descend des Tudors de Penmynydd et est à moitié Gallois. Jusqu'à son avènement en 1485, les Gallois ne peuvent ni posséder des terres dans les boroughs de Galles, ni participer à des juries, ni se marier avec des Anglais, ni détenir une fonction proche de la couronne d'Angleterre. De plus, en pratique légale, une déclaration faite par un Gallois ne peut être utilisée pour inculper un Anglais lors d'un procès. Pourtant, à plusieurs occasions, certains Gallois reçoivent les statuts légaux que possèdent les Anglais, comme Edmond et Jasper Tudor, les demi-frères du roi Henri VI d'Angleterre. Cependant, leur père Owen Tudor est arrêté car il a épousé en secret la reine douairière Catherine de Valois. Henri VI le fait néanmoins rapidement libérer et Owen intègre ainsi la maison royale.

## Sources et références
- (en) Cet article est partiellement ou en totalité issu de l’article de Wikipédia en anglais intitulé « Glyndŵr Rising » (voir la liste des auteurs).

1. 1 2  Rallie plus tard Owain Glyndŵr.
2. 1 2  Evans  1915, p. 19.
3. ↑  « A royal dynasty », BBC Wales, 5 août 2008 (consulté le 21 avril 2016).
4. ↑  Griffiths et Thomas  1985, p. 29 et 32.
5. ↑  Griffiths et Thomas  1985, p. 33.